# Otto Pflanze
Otto Paul Pflanze (* 2. April 1918 in Maryville; † 3. März 2007 in Bloomington) war ein amerikanischer Historiker, der vor allem zu Otto von Bismarck forschte.

## Leben und Wirken
Otto Pflanze entstammte einer Familie schottisch-irischer und deutscher Herkunft. Sein Großvater Karl Pflanze wanderte 1863 mit seiner Frau nach Amerika aus, wo er sich im Staat Tennessee niederließ. 1874 wurde er amerikanischer Staatsbürger. 
Pflanze studierte zunächst als Undergraduate am Maryville College und dann an der Yale University. 1942 erwarb er den Master und leistete anschließend Dienst im Zweiten Weltkrieg. Er diente als 1st lieutenant (Oberleutnant) des United States Army Air Corps im Pazifikkrieg und danach bis 1946. Nach dem Krieg setzte er seine Studien unter der Betreuung von Hajo Holborn fort. Von Holborn wurde er entscheidend geprägt und war sein ganzes Leben ihm persönlich verbunden. Für das amerikanische Außenministerium gab Pflanze die ersten drei Bände der Serie D der Documents on German Foreign Policy, 1918–1945 heraus. 1950 erwarb er den Ph.D. mit der Arbeit The Internal Integration of Germany 1867–1880. Die Studie blieb unveröffentlicht. 
1950/51 war Pflanze Instructor an der New York University. Anschließend war er Assistant Professor an der University of Massachusetts Amherst (1952–1958) und Assistant Professor an der University of Illinois (1958–1961). Pflanze lehrte als Professor an den Universitäten Minnesota (1961–1976) und Indiana (1971–1986). 1986 wurde er Inhaber des Stevenson-Stiftungslehrstuhls für Geschichte am Bard-College in Annandale-on-Hudson und lehrte dort bis zu seiner Emeritierung 1992 Geschichte. Pflanze war Hauptherausgeber der American Historical Review. Er war Mitglied des Institute for Advanced Study und gehörte 1980/81 zu einem der beiden ersten Forschungsstipendiaten des Historischen Kollegs in München.
Pflanzes Forschungsschwerpunkt bildete Otto von Bismarck. In seinem ersten Aufsatz über Bismarck and German Nationalism behandelte er die Frage nach einer Mitverantwortung Bismarcks am späteren Aufstieg Adolf Hitlers. Die 1963 veröffentlichte Arbeit Bismarck and the Development of Germany: The Period of Unification 1815–71 wurde zum Standardwerk. Nach jahrzehntelanger Forschung legte er 1990 eine Bismarck-Biografie in drei Bänden vor; die deutsche Ausgabe erschien 1997/98 in zwei Bänden. Pflanze widmete sie seinem Lehrer Holborn. Die Zeit von der Reichsgründung 1871 bis zu Bismarcks Tod 1898 bildet mit fast zwei Dritteln den Schwerpunkt seiner Darstellung. Im zweiten Band liegt das Hauptaugenmerk auf der Finanz-, Wirtschafts- und Sozialpolitik. Die Sozialversicherungsgesetze würdigte Pflanze als „bahnbrechende Maßnahmen zur Herstellung sozialer Gerechtigkeit“. Dagegen galt ihm Bismarcks Versuch, seit 1868 über zwanzig Jahre eine grundlegende Steuerreform durchzusetzen, als „seine größte innenpolitische Niederlage“. Neben einer Entfremdung zu Wilhelm II. sah Pflanze auch „die zunehmende Erstarrung seines Denkens und die nachlassende Fähigkeit zu einer realistischen Lagebeurteilung“ sowie Bismarcks Blockade nötiger Reformen als entscheidend für seinen Sturz an. 
In seiner Gesamtbeurteilung sieht Pflanze Bismarcks Versuch, ein zum Untergang geweihtes autoritäres System angesichts der politischen und sozialen Veränderungen zu bewahren, als gescheitert an, trotz vereinzelter Konsolidierungserfolge. Er verglich Bismarck mit Franklin D. Roosevelt, der ebenfalls versuchte, das „System zu ändern, um es zu retten“. Für seine Biografie wurde Pflanze 1999 mit dem Einhard-Preis für historische Biographik geehrt.

## Schriften
Monographien
- Der Reichskanzler. Beck, München 1998, ISBN 3-406-42726-X.
- Der Reichsgründer. Beck, München 1997, ISBN 3-406-42725-1.
- Bismarcks Herrschaftstechnik als Problem der gegenwärtigen Historiographie (= Schriften des Historischen Kollegs. Vorträge. Bd. 2). Historisches Kolleg, München 1982 (Digitalisat).
- Bismarck and the development of Germany. The period of unification, 1815–1871. Princeton University Press, Princeton 1963.

Herausgeberschaften
- Innenpolitische Probleme des Bismarck-Reiches (= Schriften des Historischen Kollegs. Kolloquien. Bd. 2). Oldenbourg, München 1983, ISBN 3-486-51481-4 (Digitalisat).